# باغ شاهی
باغ شاهی
باغ شاهی (ساوه)، روستایی از توابع بخش مرکزی شهرستان ساوه در استان مرکزی ایران است.این روستا دارای تاریخی کهن و آب و هوای معتدل کوهستانی است.باغشاهی یکی از روستاهای توریستی از مجموعه روستاهای منطقه کوهپایه ساوه است.وجود سه قنات یا سرچشمه در این روستا توانسته است باغهای سرسبز و زمینهای کشاورزی این آبادی را سیراب کند.همینطور وجود ویلاهای زیبا و امروزی در کنار خانه های قدیمی و سنتی جلوه ای خاص به این روستا داده است.

## جمعیت
این روستا در دهستان نورعلی بیک قرار دارد و براساس سرشماری مرکز آمار ایران در سال ۱۳۸۵، جمعیت آن ۴۲ نفر (۱۹خانوار) بوده‌است.